# Vaumoise
Vaumoise est une commune française située dans le département de l'Oise, en région Hauts-de-France.

## Géographie

### Localisation
Vaumoise, commune du département de l'Oise, appartient à l'arrondissement de Senlis et au canton de Crépy-en-Valois.
Les communes limitrophes sont : Vauciennes à l'est, Vez au nord, Russy-Bémont au nord-ouest, Gondreville, du canton de Betz au sud-ouest et Coyolles (Aisne) au sud.
Le territoire de cette petite commune (313 ha), figure un triangle appuyant au sud à la forêt de Retz, à l'est au vallon de la Moise, sa façade ouest ouvre sur une plaine découverte, vouée à l'agriculture.
| Russy-Bémont |                | Vez        |
| Gondreville  | Vaumoise       | Vauciennes |
|              | Coyolles Aisne |            |

### Hydrographie

#### Réseau hydrographique
La commune est située dans le bassin Seine-Normandie. Elle est drainée par le cours d'eau 01 de la commune de Russy-Bemont,.

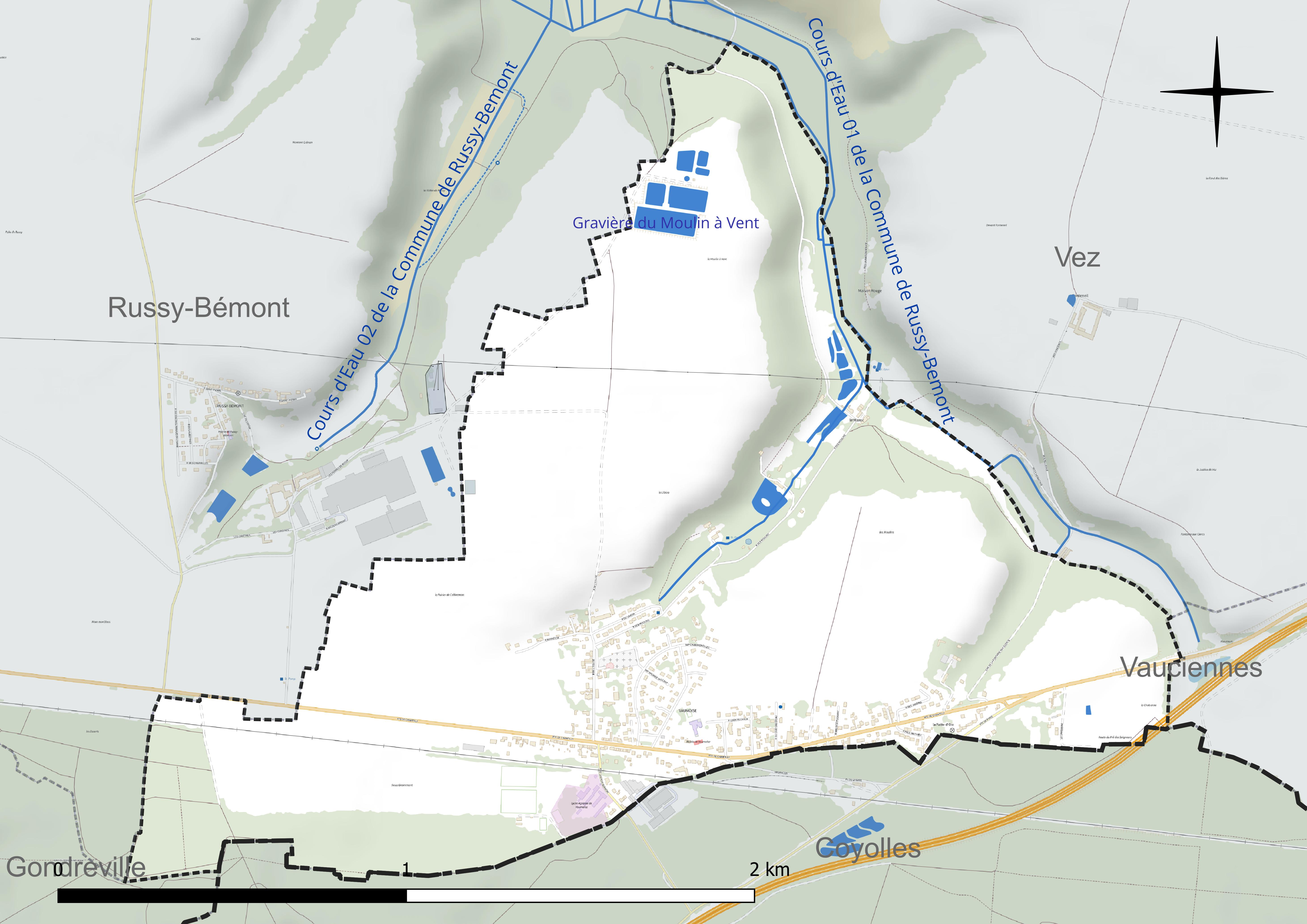
Réseau hydrographique de Vaumoise.

Un plan d'eau complète le réseau hydrographique : la gravière du Moulin à Vent (2,1 ha),.

#### Gestion et qualité des eaux
Le territoire communal est couvert par le schéma d'aménagement et de gestion des eaux (SAGE) « Sensée ». Ce document de planification concerne un territoire de 287 km2 de superficie, délimité par le bassin versant de l'Automne. Le périmètre a été arrêté le 28 mai 1996 et le SAGE proprement dit a été approuvé le 16 décembre 2003 puis révisé le 10 mars 2016. La structure porteuse de l'élaboration et de la mise en œuvre est le syndicat d'aménagement et de gestion des eaux du Bassin Automne (S.A.G.E.B.A). 
La qualité des cours d'eau peut être consultée sur un site dédié géré par les agences de l'eau et l'Agence française pour la biodiversité. 

### Climat
Pour des articles plus généraux, voir Climat des Hauts-de-France et Climat de l'Oise.
En 2010, le climat de la commune est de type climat océanique dégradé des plaines du Centre et du Nord, selon une étude du CNRS s'appuyant sur une série de données couvrant la période 1971-2000. En 2020, Météo-France publie une typologie des climats de la France métropolitaine dans laquelle la commune est exposée à un climat océanique altéré et est dans la région climatique  Nord-est du bassin Parisien, caractérisée par un ensoleillement médiocre, une pluviométrie moyenne régulièrement répartie au cours de l'année et un hiver froid (3 °C). 
Pour la période 1971-2000, la température annuelle moyenne est de 10,7 °C, avec une amplitude thermique annuelle de 15 °C. Le cumul annuel moyen de précipitations est de 728 mm, avec 11 jours de précipitations en janvier et 8,5 jours en juillet. Pour la période 1991-2020, la température moyenne annuelle observée sur la station météorologique la plus proche, située sur la commune du Plessis-Belleville à 23 km à vol d'oiseau, est de 11,4 °C et le cumul annuel moyen de précipitations est de 661,7 mm,. Pour l'avenir, les paramètres climatiques de la commune estimés pour 2050 selon différents scénarios d'émission de gaz à effet de serre sont consultables sur un site dédié publié par Météo-France en novembre 2022.

## Urbanisme

### Typologie
Au 1er janvier 2024, Vaumoise est catégorisée commune rurale à habitat dispersé, selon la nouvelle grille communale de densité à sept niveaux définie par l'Insee en 2022.
Elle est située hors unité urbaine. Par ailleurs la commune fait partie de l'aire d'attraction de Paris, dont elle est une commune de la couronne,. Cette aire regroupe 1 929 communes,.

### Occupation des sols
L'occupation des sols de la commune, telle qu'elle ressort de la base de données européenne d'occupation biophysique des sols Corine Land Cover (CLC), est marquée par l'importance des territoires agricoles (56,7 % en 2018), en diminution par rapport à 1990 (58,4 %). La répartition détaillée en 2018 est la suivante : 
terres arables (56 %), forêts (28,8 %), zones urbanisées (13 %), zones industrielles ou commerciales et réseaux de communication (1,5 %), prairies (0,7 %). L'évolution de l'occupation des sols de la commune et de ses infrastructures peut être observée sur les différentes représentations cartographiques du territoire : la carte de Cassini (XVIIIe siècle), la carte d'état-major (1820-1866) et les cartes ou photos aériennes de l'IGN pour la période actuelle (1950 à aujourd'hui).

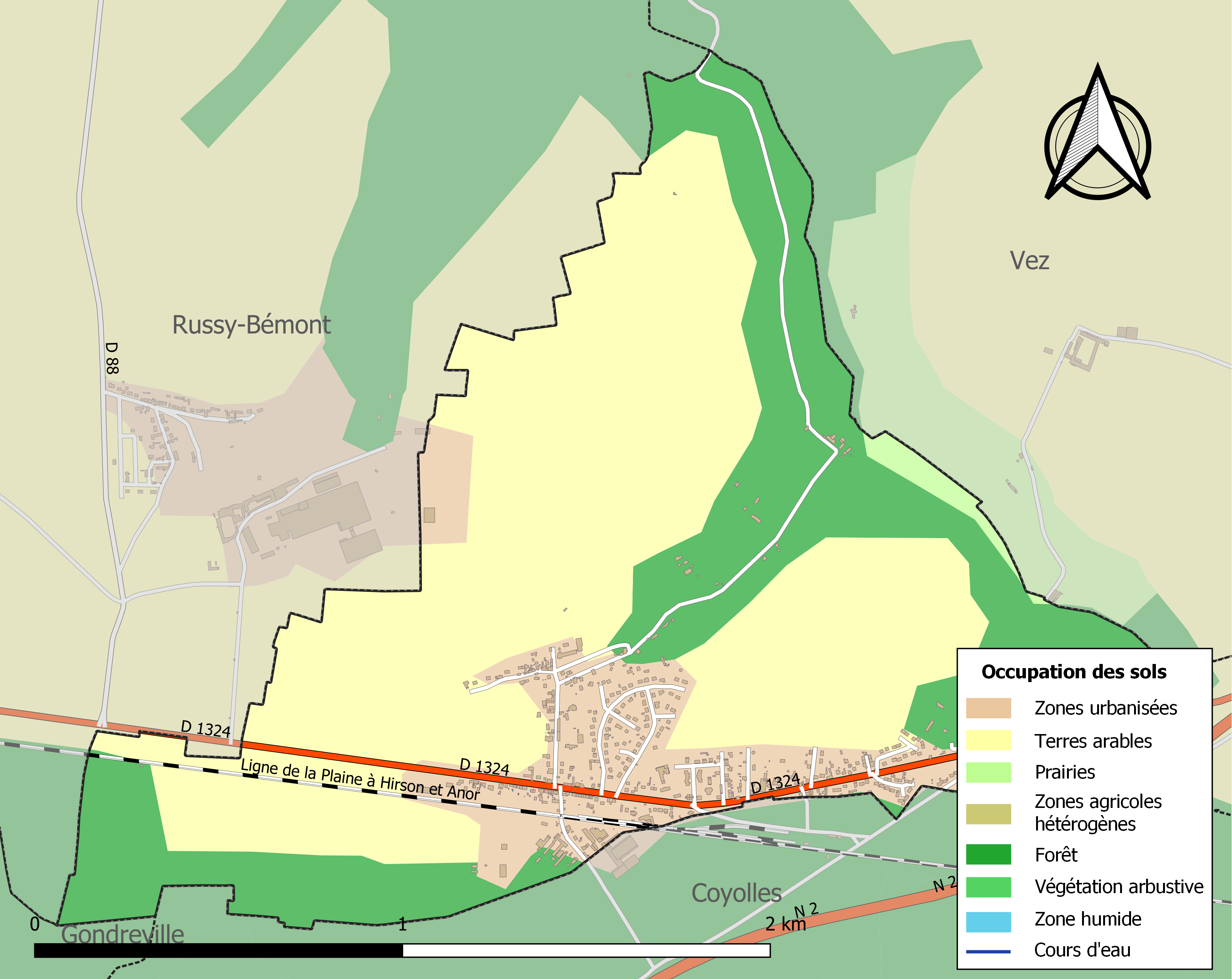
Carte des infrastructures et de l'occupation des sols de la commune en 2018 (CLC).

### Voies de communication et transports

#### Réseau ferroviaire
La gare de Vaumoise n'est pas située sur le territoire communal, mais sur celui de Coyolles. Elle est desservie par des TER Hauts-de-France circulant entre les gares de Crépy-en-Valois et de Laon.

#### Transports en commun
La commune est desservie, en 2023, par la ligne 6445 du réseau interurbain de l'Oise.

## Toponymie
Vallis moisis, Vamosium (1145), Watmesia, Vamoseium (1145), Valmesia, Vaulxmoise, Vaulmoise.
Composé médiéval de l'appellatif féminin de l'ancien français val, du latin vallis, « vallée » et de l'adjectif de l'ancien français mois, « marécageux, humide ». Le toponyme signifie « le val au sol humide, marécageux ».

## Histoire
L'histoire de Vaumoise est celle du duché de Valois. Le village dépendait de la châtellenie de Crépy-en-Valois, capitale de tout le duché. La seigneurie de cette ville a toujours appartenu au roi ou à des grands de premier ordre depuis le IXe siècle.
La période située entre la fin du IXe jusqu'au début du XIe siècle fut particulièrement mouvementée par les invasions normandes où il n'y eut que destruction et incendie. Puis, un calme relatif s'établit, favorisant une construction intense pendant près de trois siècles.
Ensuite, il y eut des guerres dues à la rivalité de la maison d'Orléans (en faveur de laquelle le Valois avait été érigé en duché) et la maison de Bourgogne, qui furent, malheureusement, encore plus destructrices et funestes que les invasions normandes. Il faudra attendre les règnes de Louis XII et de François Ier pour voir se relever les ruines. La plupart des églises du Valois, qui avaient été ruinées pendant les troubles du XVe siècle, sont réparées ou renouvelées, mais l'aspect du pays a considérablement changé.
On est surpris d'apprendre que Vaumoise ne comptait plus, en 1720 que 84 habitants. Les chartes révèlent d'ailleurs couramment que de simples villages étaient six fois plus peuplés au XIIIe siècle qu'au XVIIIe. Ceci explique peut-être la disproportion flagrante qui existe à Vaumoise entre le chœur monumental du XIIe siècle et sa nef, humble et obscure, reconstruite au XVIe.
La fondation de la paroisse de Vaumoise devrait remonter à l'époque carolingienne. Les ACTA SANTORUM signalent effectivement le passage à Vaumoise des reliques de saint Arnoult, transférées de Vez à Crépy-en-Valois, le 27 septembre 949 : « les porteurs s'arrêtèrent à Vaumoise pour les faire vénérer par la foule. »
Ces reliques avaient été dérobées dans l'église de Saint-Arnoult près de Dourdan, par le prêtre Constance, qui les offrit à Raoul Ier, comte de Crépy. Ce puissant seigneur voulut le récompenser en lui donnant la cure de Vaumoise ; mais Constance perdit ce bénéfice, ainsi que sa prébende de chanoine, pour sa mauvaise conduite.
On ne rencontre pas d'autre mention du village avant le XIIe siècle.

## Politique et administration
| Période | Période     | Identité                   | Étiquette | Qualité               |
| ------- | ----------- | -------------------------- | --------- | --------------------- |
| 1792    | 1806        | Jean Pugnant               |           |                       |
| 1806    | 1815        | Jean Cejournant            |           |                       |
| 1815    | 1818        | Pierre Tugault             |           |                       |
| 1818    | 1821        | François Étienne Deturmeny |           |                       |
| 1821    | 1823        | Théophile Leroy            |           |                       |
| 1823    | 1825        | Louis Victor Coutart       |           |                       |
| 1825    | 1833        | Antoine Moquet             |           |                       |
| 1833    | 1864        | Armand Pugnant             |           |                       |
| 1864    | 1865        | Antoine Moquet             |           |                       |
| 1865    | 1874        | Alfred Pugnant             |           |                       |
| 1874    | 1878        | Bénoni Normand             |           |                       |
| 1878    | 1890        | Alfred Pugnant             |           |                       |
| 1890    | 1892        | François Ciry              |           |                       |
| 1892    | 1897        | Barthélémy Mairet          |           |                       |
| 1897    | 1912        | Charles Héricourt          |           |                       |
| 1912    | 1922        | Joseph Albert              |           |                       |
| 1922    | 1926        | Léon Santerre              |           |                       |
| 1926    | 1932        | Maurice Vailliant          |           |                       |
| 1932    | 1938        | Armand Dambrine            |           |                       |
| 1938    | 1941        | Alexis Demarest            |           |                       |
| 1941    | 1945        | Armand Dambrine            |           |                       |
| 1945    | 1947        | Jean Mandouce              |           |                       |
| 1947    | 1971        | Léon Pécheux               |           | Chef Comptable        |
| 1971    | 2001        | Alfred Robert              | UMP       | Chef d'entreprise BTP |
| 2001    | 2014        | Germain Nicolas            | SE        | Enseignant            |
| 2014    | 25 mai 2020 | Gilles Petitbon            |           | Agent des douanes     |

## Population et société

### Démographie

#### Évolution démographique
L'évolution du nombre d'habitants est connue à travers les recensements de la population effectués dans la commune depuis 1793. Pour les communes de moins de 10 000 habitants, une enquête de recensement portant sur toute la population est réalisée tous les cinq ans, les populations de référence des années intermédiaires étant quant à elles estimées par interpolation ou extrapolation. Pour la commune, le premier recensement exhaustif entrant dans le cadre du nouveau dispositif a été réalisé en 2006.

En 2022, la commune comptait 1 000 habitants, en évolution de +2,15 % par rapport à 2016 (Oise : +0,87 %, France hors Mayotte : +2,11 %).
| 1793 | 1800 | 1806 | 1821 | 1831 | 1836 | 1841 | 1846 | 1851 |
| ---- | ---- | ---- | ---- | ---- | ---- | ---- | ---- | ---- |
| 107  | 120  | 158  | 192  | 455  | 263  | 243  | 282  | 239  |

| 1856 | 1861 | 1866 | 1872 | 1876 | 1881 | 1886 | 1891 | 1896 |
| ---- | ---- | ---- | ---- | ---- | ---- | ---- | ---- | ---- |
| 226  | 269  | 284  | 270  | 255  | 291  | 282  | 301  | 333  |

| 1901 | 1906 | 1911 | 1921 | 1926 | 1931 | 1936 | 1946 | 1954 |
| ---- | ---- | ---- | ---- | ---- | ---- | ---- | ---- | ---- |
| 323  | 519  | 552  | 569  | 575  | 588  | 628  | 683  | 701  |

| 1962 | 1968 | 1975 | 1982 | 1990 | 1999 | 2006 | 2011 | 2016 |
| ---- | ---- | ---- | ---- | ---- | ---- | ---- | ---- | ---- |
| 772  | 696  | 627  | 745  | 740  | 816  | 841  | 913  | 979  |

| 2021 | 2022  | - | - | - | - | - | - | - |
| ---- | ----- | - | - | - | - | - | - | - |
| 993  | 1 000 | - | - | - | - | - | - | - |

#### Pyramide des âges
La population de la commune est relativement jeune.
En 2018, le taux de personnes d'un âge inférieur à 30 ans s'élève à 41,7 %, soit au-dessus de la moyenne départementale (37,3 %). À l'inverse, le taux de personnes d'âge supérieur à 60 ans est de 18,6 % la même année, alors qu'il est de 22,8 % au niveau départemental.
En 2018, la commune comptait 480 hommes pour 506 femmes, soit un taux de 51,32 % de femmes, légèrement supérieur au taux départemental (51,11 %).
Les pyramides des âges de la commune et du département s'établissent comme suit.
| Hommes | Classe d’âge | Femmes |
| ------ | ------------ | ------ |
| 0,0    | 90 ou +      | 0,6    |
| 5,1    | 75-89 ans    | 4,7    |
| 13,0   | 60-74 ans    | 13,8   |
| 18,0   | 45-59 ans    | 18,7   |
| 22,6   | 30-44 ans    | 20,1   |
| 17,7   | 15-29 ans    | 22,8   |
| 23,6   | 0-14 ans     | 19,3   |

| Hommes | Classe d’âge | Femmes |
| ------ | ------------ | ------ |
| 0,5    | 90 ou +      | 1,4    |
| 5,5    | 75-89 ans    | 7,6    |
| 15,6   | 60-74 ans    | 16,3   |
| 20,8   | 45-59 ans    | 20     |
| 19,4   | 30-44 ans    | 19,4   |
| 17,6   | 15-29 ans    | 16,2   |
| 20,6   | 0-14 ans     | 19,1   |

## Culture locale et patrimoine

### Lieux et monuments

#### Monument historique

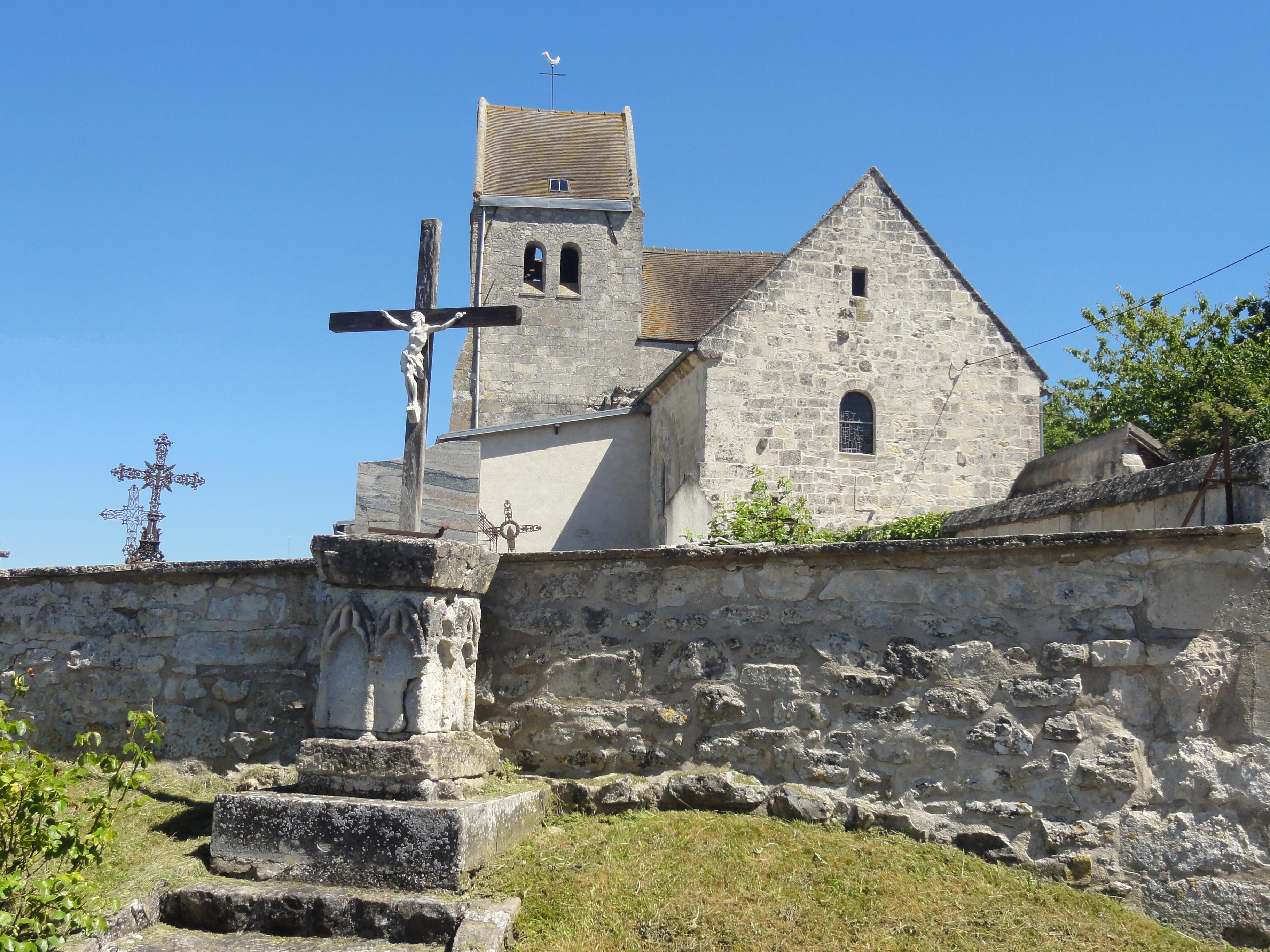
Église Saint-Pierre et calvaire.

Vaumoise ne compte qu'un seul monument historique sur son territoire.
- Église Saint-Pierre, rue de l'Église (inscrite monument historique par arrêté du 15 octobre 2014[25]) : Elle a été bâtie d'un seul jet au cours des années 1150, mais son clocher central et sa nef ont été détruits pendant la guerre de Cent Ans, et reconstruits dans un style fruste au cours du XVIe siècle. Restent le transept, légèrement remanié sous la même campagne, l'abside centrale et les deux absidioles, qui illustrent parfaitement la transition du style roman vers l'architecture gothique, et forment un ensemble pittoresque avec leurs toitures en pierre sous la forme de calottes sphériques. Le plan en hémicycle de l'abside et des absidioles, le voûtement d'arêtes des croisillons, et le voûtement en berceau et en cul-de-four des absidioles s'inscrivent dans la tradition romane. Cependant, le recours aux techniques de construction archaïques n'empêchent ici pas l'emploi systématique l'arc en tiers-point (sauf pour les fenêtres), et la croisée du transept et l'abside sont voûtées d'ogives, ce qui, il est vrai, n'a plus rien d'innovant à l'époque de construction. C'est surtout la sculpture de la plupart des chapiteaux qui est résolument gothique. Avec ses compositions recherchées de feuilles d'eau et de feuilles d'acanthe, elle n'a rien à envier aux édifices les plus prestigieux de son temps[26],[27].

#### Autres éléments du patrimoine
- Grange dîmière, rue de l'Église : elle jouxte le jardin du presbytère, et a été rénovée il y a quelques années.
- Ancien logis seigneurial, rue de l'Église : il a fait, lui aussi, l'objet d'une restauration. Cette propriété privée possède également un pigeonnier et des caves voûtées de très belle facture.
- Puits couvert, rue de l'Église.
- Lavoir couvert, chemin des Moulins, à l'extérieur du village : Il est alimenté par un ruisseau, sur le parcours duquel se succèdent trois anciens moulins nichés dans la verdure.

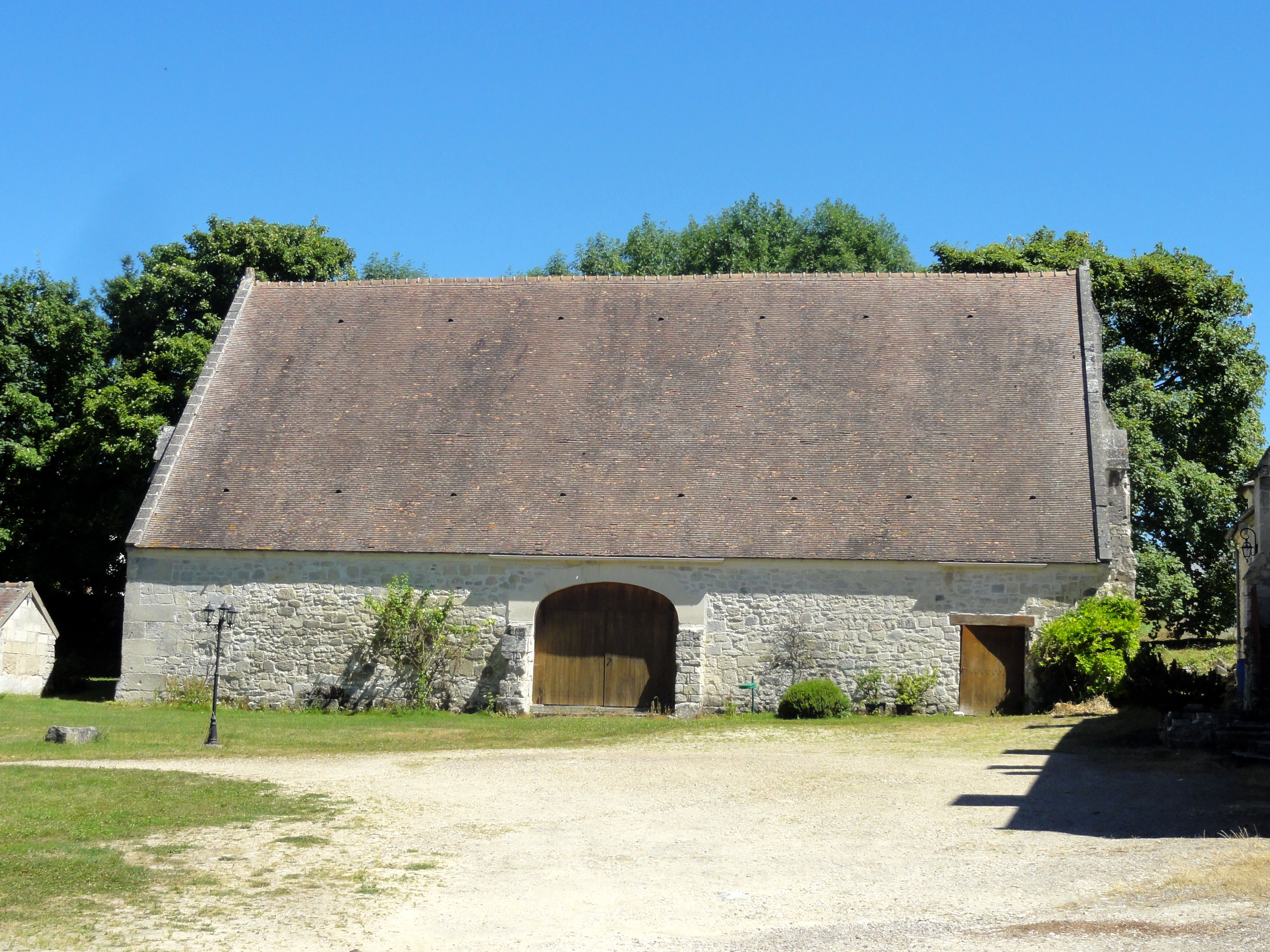
Grange dîmière.
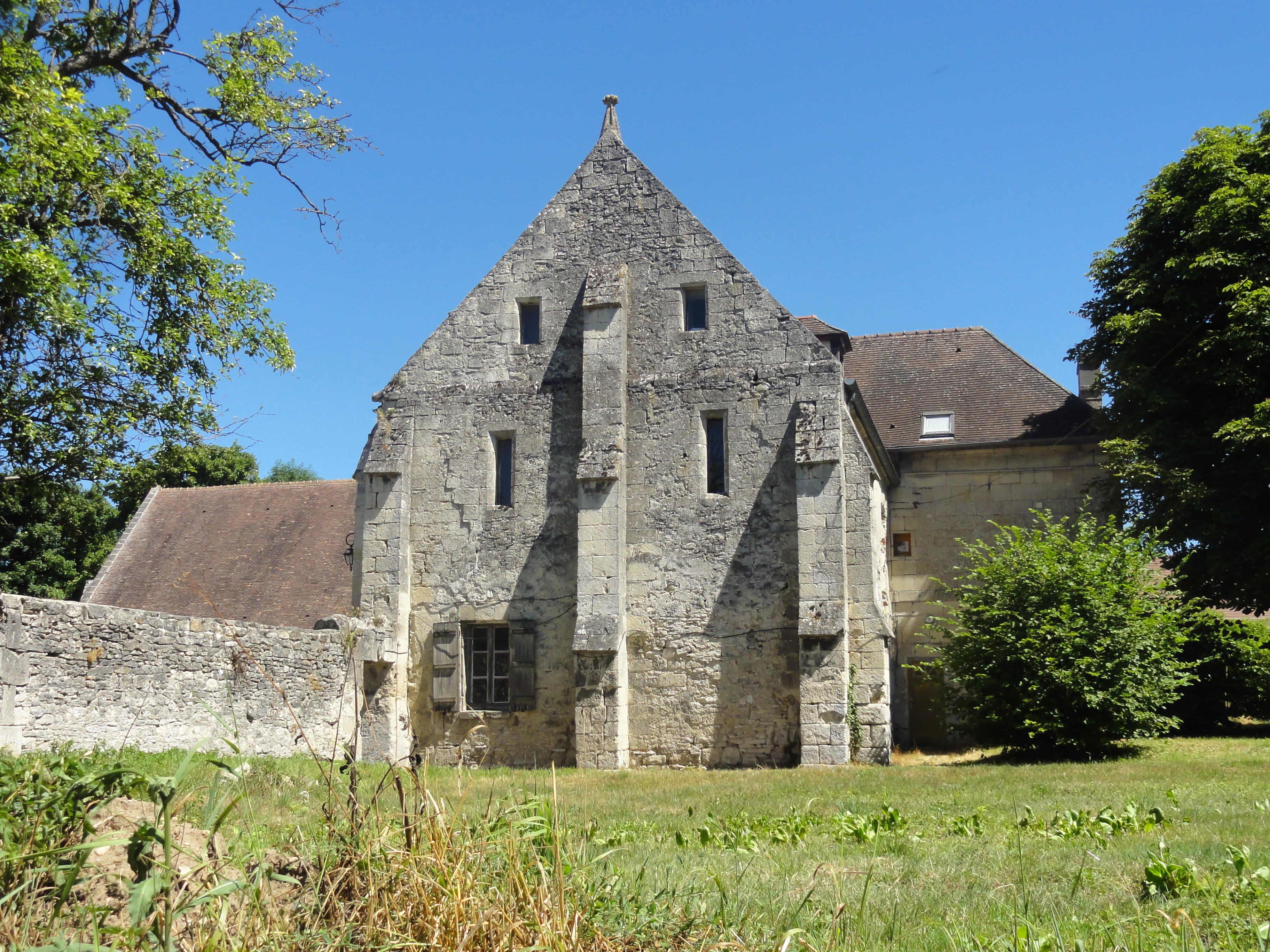
Ancien logis seigneurial.
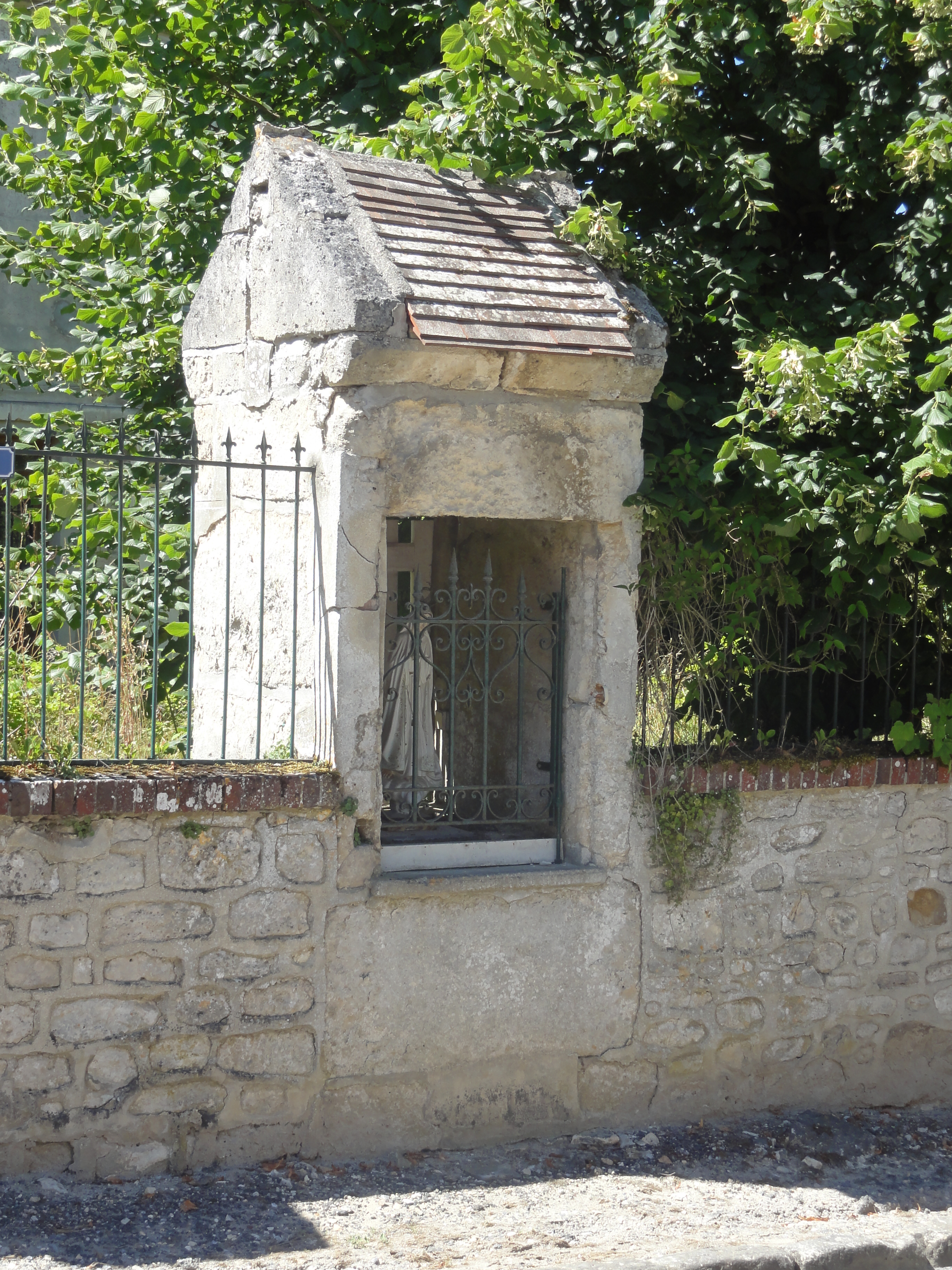
Puits, rue de l'Église.
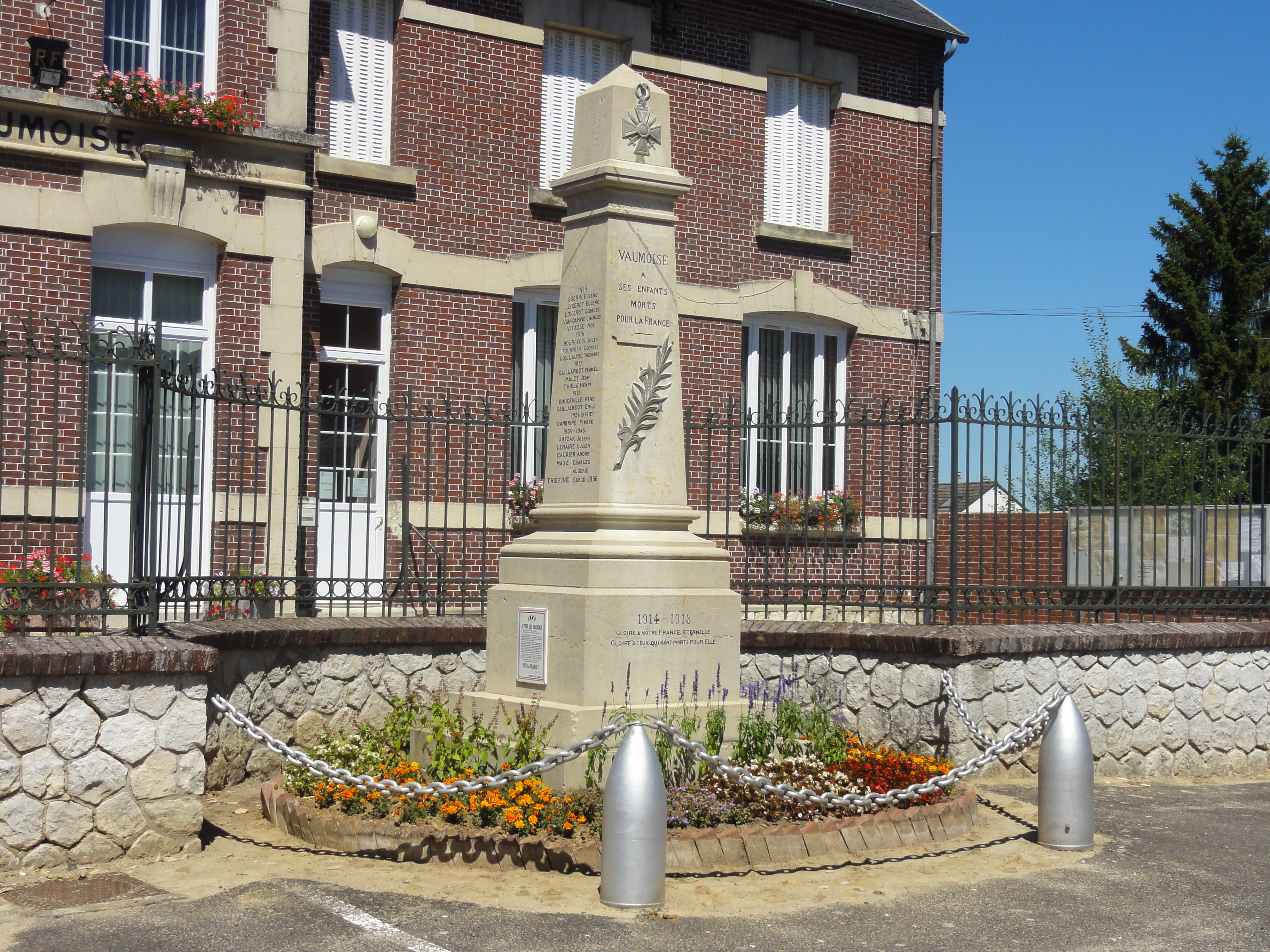
Monument aux morts.
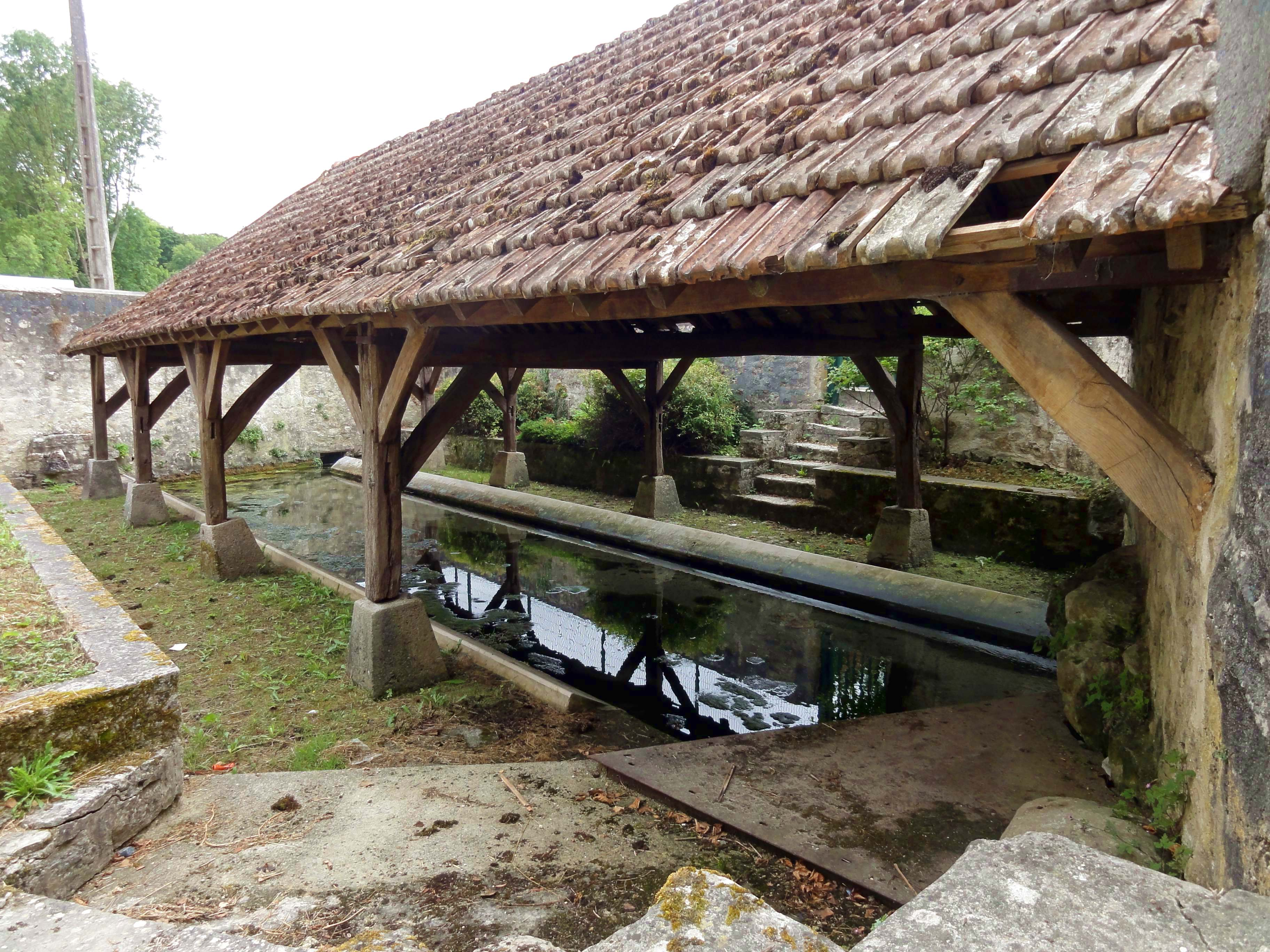
Lavoir communal.

## Covid-19
Le 5 mars 2020, un reportage d'Envoyé spécial répertorie la commune de Vaumoise comme soumise à « une crise sanitaire sans précédent »